# Ману Туилаги
Ману Туилаги (енгл. Manu Tuilagi; 18. мај 1991) је професионални рагбиста самоанског порекла који наступа за енглеску репрезентацију и игра за премијерлигаша Лестер Тајгерс.

## Биографија
Висок 185 цм, тежак 112 кг, Ману Туилаги игра на позицији број 12 - Први центар (енгл. Inside centre). За Лестер је до сада одиграо 77 утакмица и постигао 120 поена, а за енглеску репрезентацију је до сада одиграо 25 тест мечева и постигао 11 есеја. Иако је бек (енгл. Backs), а не мелејац (енгл. Forwards), Туилаги је најснажнији играч у премијер лиги, он подиже 200 кг на бенч пресу.